# فیلیپ آلن (بازیکن فوتبال)
فیلیپ آلن (انگلیسی: Philip Allen؛ ۵ نوامبر ۱۹۰۲ – may 1992 (aged 89)) بازیکن فوتبال اهل بریتانیا بود.
از باشگاه‌هایی که در آن بازی کرده‌است می‌توان به باشگاه فوتبال ولینگ‌بورو تاون، باشگاه فوتبال استمفورد، و باشگاه فوتبال برنتفورد اشاره کرد.